# Justina

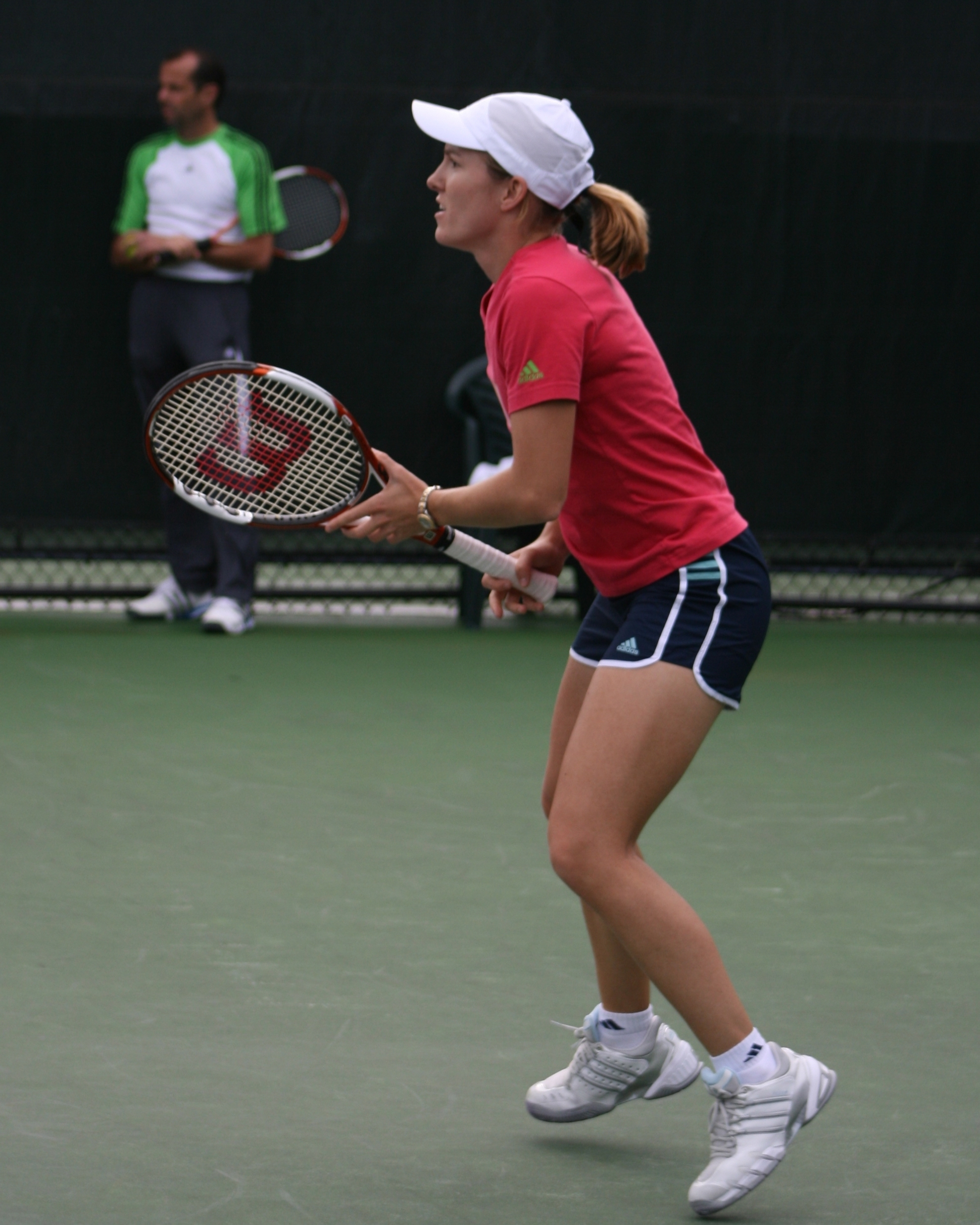
Justine Henin, 2007.

Justina är ett latinskt kvinnonamn, femininformen av namnsdagsgrannen Justus. Den franska formen är Justine.
Justina har funnits i almanackan länge, till minne av en from kvinna som dödades av hunnerna. Enligt legenden var Justina en jungfru som dödades i Mainz år 451 just när hon tog nattvarden.
Namnet är ovanligt i Sverige. Den 31 december 2012 fanns det totalt 907 personer i Sverige med namnet, varav 162 med det som tilltalsnamn/förstanamn och 188 personer med namnet Justine, varav 95 med det som tilltalsnamn/förstanamn . 
Namnsdag: 2 september, (1901-1992: 15 juni).
Vid förändringen av namnlängden i slutet av 1800-talet fick Justina också maka på sig, från den 16 till den 15 juni, eftersom man ville ha in Axel på Axel Oxenstiernas födelsedatum den 16 juni. 1993 flyttades namnsdagen till den nuvarande 2 september.

## Personer med namnet Justina
- Sankta Justina
- Justina Casagli, skådespelerska och operasångerska
- Kejsarinnan Justina, maka till kejsar Valentinianus I
- Justyna Kowalczyk, polsk längdskidåkare

## Personer med namnet Justine
- Justine Bateman, amerikansk skåedespelerska
- Justine Kirk, svensk programpresentatör
- Justine Favart, fransk skådespelerska, sångerska och dansare
- Justine Henin, belgisk tennisspelare
- Justine Pasek, panamansk skönhetsmodell
- Justine Pelmelay, nederländsk sångerska
- Justine Cathrine Rosenkrantz, dansk hovdam
- Justine Siegemundin, tysk barnmorska och författare